# Універсальні десантні кораблі типу «Америка»
«Америка» (англ. America-class amphibious assault ship) (клас LHA(R)) — клас десантних кораблів ВМФ США, призначених замінити універсальні десантні кораблі класу «Тарава». Вони спеціально розроблені для висадки на берег експедиційного загону морської піхоти (англ. Marine expeditionary unit) за допомогою літаків вертикального зльоту і посадки — конвертопланів Bell Boeing V-22 Osprey і за підтримки Harrier II, F-35 Lightning II, ударних гелікоптерів. З водотоннажністю 45.000 т вони не поступаються авіаносцям Франції, Індії. Через зміни проєкту, економічну кризу 2008 перший з 11 запланованих УДК «Америка» 11 жовтня 2014 прийняли до складу флоту (план 2012). Він може виконувати роль невеликого авіаносця, беручи на борт до 20 винищувачів типу AV-8Bs, F-35Bs, багатоцільові гелікоптери. Починаючи з LHA-8 кораблі серії отримають менші авіаційні ангари і більше місця для десантних кораблів, кораблів на повітряній подушці.

## Історія

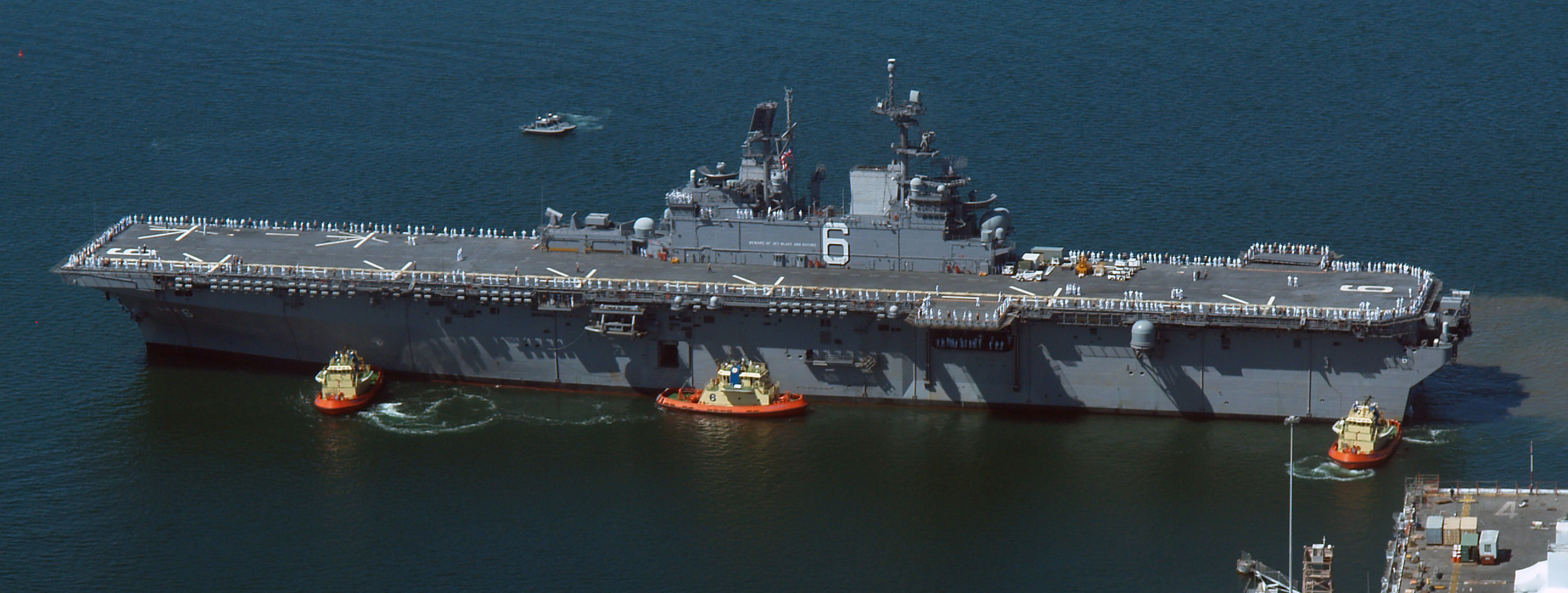
USS America на базі Сан Дієго. Каліфорнія. 15 вересня 2014

Будівництво УДК класу «Америка» було затверджено 2001, оскільки було продовжено до 35 років експлуатацію УДК класу Tarawa, які вже не відповідали параметрам нової техніки. Тому командування ВМФ США вирішило замість розробки нових кораблів розпочати будівництво нової серії УДК (Універсальний десантний корабель) на основі останнього корабля (LHD-8) з більш модерного класу «Восп». Конструкція УДК класу «Америка» базується на конструкції УДК USS Makin Island (LHD-8) з газотурбінною силовою установкою. Газові турбіни працюють на паливі JP-5, яке використовують для роботи турбіни літаків, гелікоптерів, десантних кораблів на повітряній подушці LCAC. Це значно спрощує зберігання, використання, завантаження палива. Основні палуби — ангарна, стапельна, що проходять через більшу частину корабля, опущені для кращого обслуговування літаків, зброї. Через загрозу ракетної атаки з берега корпус морської піхоти бажав утримувати УДК подалі від берега, перевозячи десант на конвертоплані V-22, більш швидкісному за важкі гелікоптери.
Корабельня Ingalls Shipbuilding корпорації Northrop Grumman отримала контракт 2001 на попереднє планування, закупівлю матеріалів на 110 млн. доларів для будівництва першого корабля класу. Закладення LHA-6 було перенесене з 2008 на липень 2009 і прийняття USS AMERICA (LHA-6) відбулось не у квітні 2014, а 11 жовтня 2014 у Сан-Франциско.
В квітні 2021 року компанія Huntington Ingalls Industries (HII) повідомила про отримання четвертої модифікації контракту на попередні закупівлі матеріалів для універсального десантного корабля LHA-9 класу «Америка» (America-class). Разом з цим контрактом авансове фінансування LHA-9 складе 457 мільйонів доларів.

## Конструкція

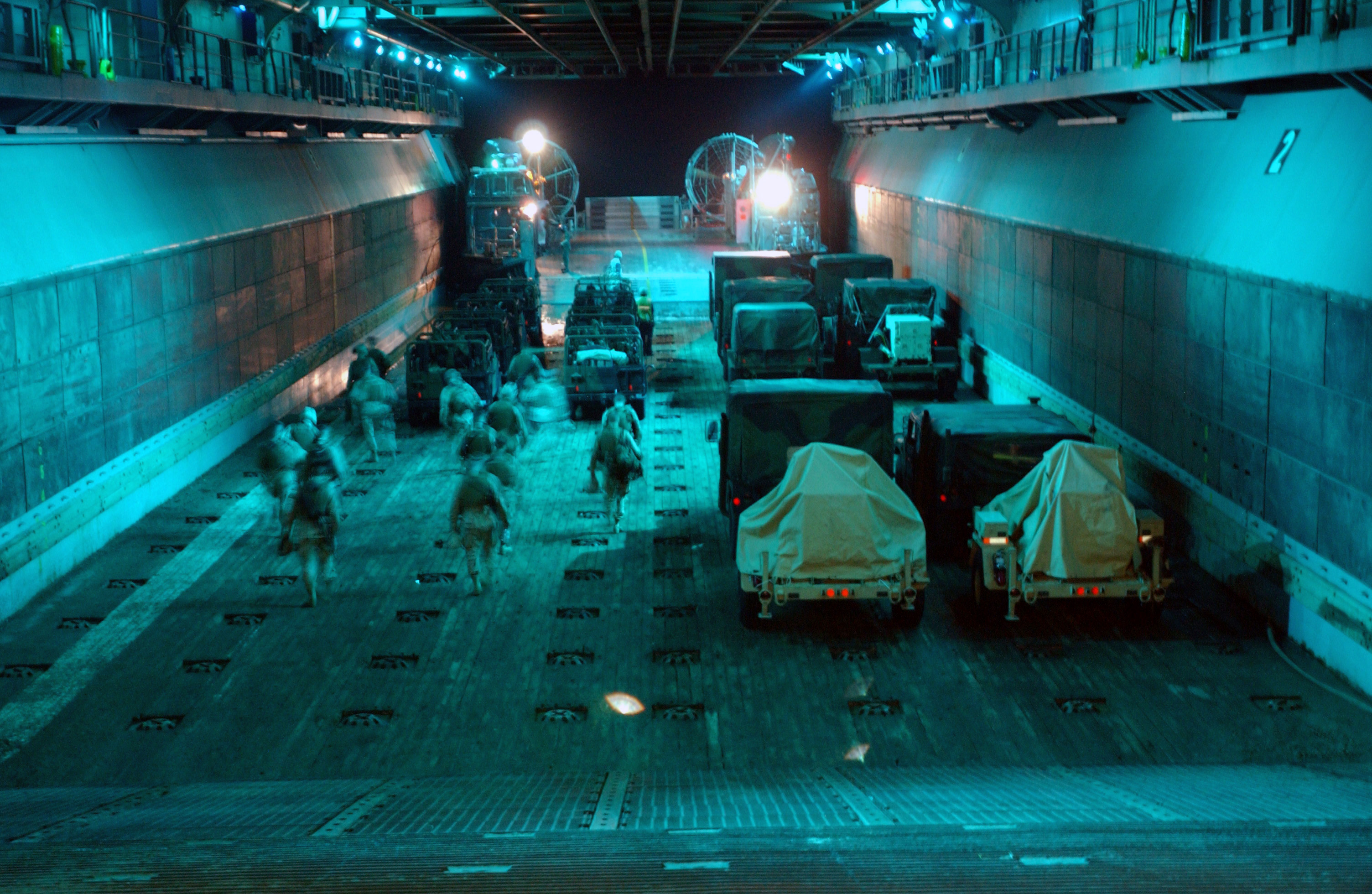
Палуба десантних кораблів USS Wasp (LHD-1). 2004

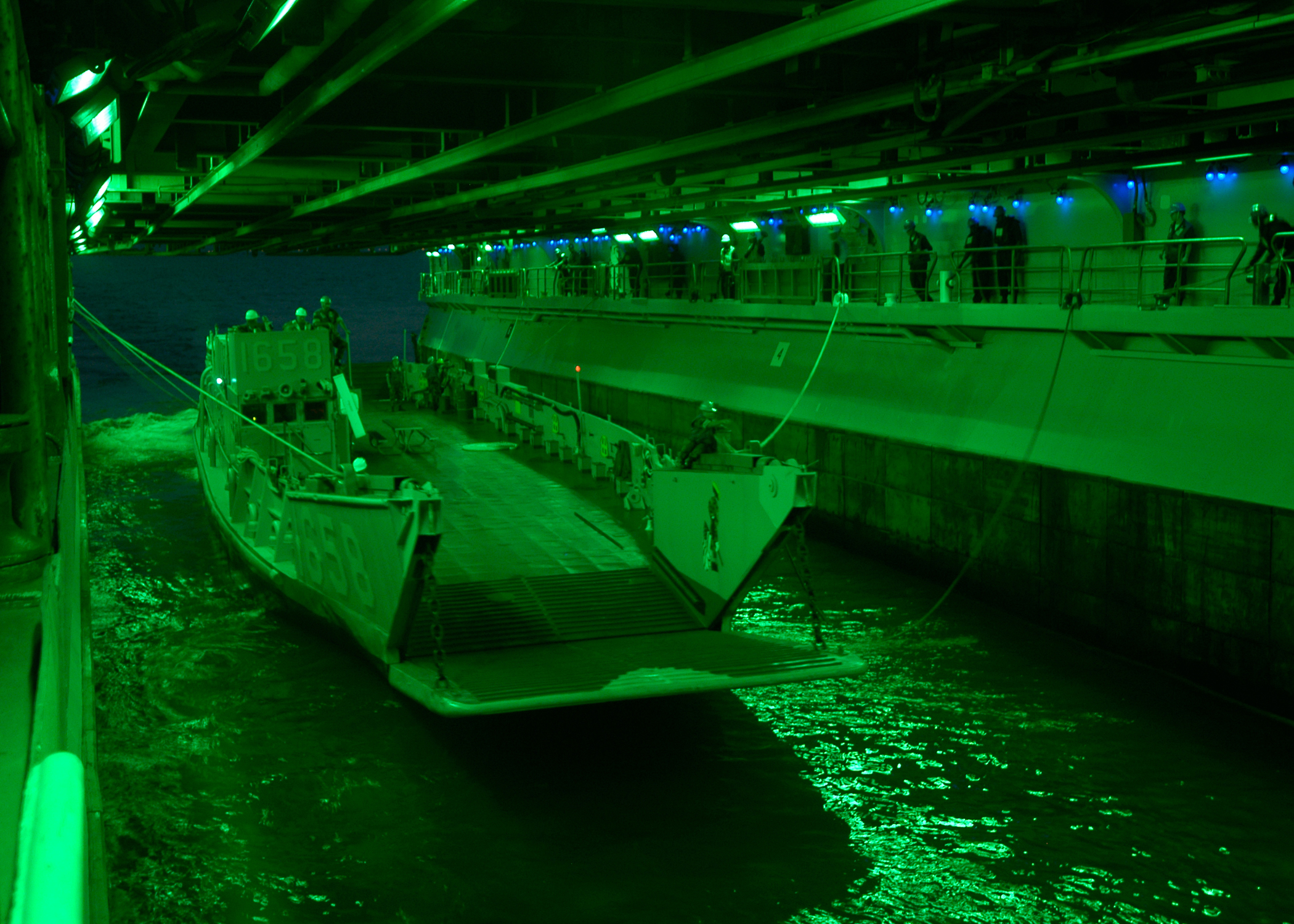
Десантний корабель на десантній палубі USS Wasp (LHD-1)

При довжині 257 м, ширині 32 м водотоннажність сягає 44971 т. Ширина кораблів лімітується необхідністю проходження через Панамський канал. Планувалось, що на відміну від прототипу два перші кораблі класу America не матимуть палуби для кораблів на повітряній подушці, а будуть зосереджені на повітряному транспорті, виконуючи функції колишніх ескортних авіаносців. На ньому передбачають перевозити — 12 Bell-Boeing V-22, 8 Bell AH-1 Cobra, 10 Lockheed Martin F-35 Lightning II (STOVL), Sikorsky S-65, 4 Sikorsky UH-60 Black Hawk. Часте застосування літаків з вертикальним зльотом, конвертопланів негативно впливає на стан покриття верхньої палуби, вимагають застосування певних засобів для її захисту. Чисто авіаційний варіант УДК перших двох кораблів класу America через великий ангар, ремонтні майстерні зменшив місце для транспортних засобів десанту, на 2/3 шпиталь.
Однак у березні 2008 було оголошено, що кораблі класу America отримають палубу для десантних кораблів за рахунок зменшення площ авіаційного крила. Однак через необхідний час для переконструювання кораблів два перші УДК класу «Америка» будуть виготовлені за першим проектом. Такі кораблі отримають у кормовій частині аппарель для завантаження десантних кораблів. Для висадки десантних кораблів УДК набирає води у баластні цистерни, завдяки чому вода потрапляє на десантну палубу, де може перебувати техніка з одно з варіантів:
- 2 десантних катери LCU[5]
- 3 десантних катери на повітряній подушці LCAC
- 6 десантних катерів LCM-8[6] Landing Craft, Mechanized
- 40 — 61 плаваючих БТР морської піхоти AAV7

## Перелік кораблів класу
| Назва        | Бортовий номер | Закладено       | Спущено на воду | Прийнято на озброєння | Статус    |          |
| Flight 0     | Flight 0       | Flight 0        | Flight 0        | Flight 0              | Flight 0  | Flight 0 |
| ------------ | -------------- | --------------- | --------------- | --------------------- | --------- | -------- |
| America      | LHA-6          | 17 липня 2009   | 4 червня 2012   | 11 жовтня 2014        | В строю   |          |
| Tripoli      | LHA-7          | 22 червня 2014  | 1 травня 2017   | 15 липня 2020         | В строю   |          |
| Flight I     |                |                 |                 |                       |           |          |
| Bougainville | LHA-8          | 14 березня 2019 |                 |                       | Будується |          |
| Fallujah     | LHA-9          |                 |                 |                       | Замовлено |          |